# Urbain Loiseau
Pour les articles homonymes, voir Loiseau.
Adrien Urbain Loiseau est un jurisconsulte français né à Pontarlier en 1801 et mort à Paris le 2 décembre 1838.
On doit à Loiseau : Dictionnaire des huissiers, ou Répertoire général des décisions judiciaires et de doctrine, en matière civile, commerciale, criminelle et administrative, sur la profession, d'huissier, suivi de formules, 1835-1836, gr. in-8°, dont une 2e édition a été donnée en 1844 par M. Charles Vergé. Loiseau a fait paraître en collaboration avec M. A.-F. Teulet, des éditions du code civil, du code de procédure civile et de l'ensemble, des codes. Ce dernier ouvrage, soigneusement revu sur les textes officiels, a obtenu un grand nombre d'éditions depuis 1838 jusqu'au XIXe siècle. Le même jurisconsulte a composé avec M. A.-F. Teulet, un Tarif des actes de procédure, in-8°, et un Mémento de l'étudiant en droit, 1840, in-18. Il prit part en  1837 à la rédaction du recueil périodique, ayant pour titre : Jurisprudence des huissiers. Loiseau a été l'un des principaux collaborateurs du Recueil de jurisprudence de MM. Dalloz. Loiseau est mort à Paris, le 2 décembre 1839.

## Source
« Urbain Loiseau », dans Louis-Gabriel Michaud, Biographie universelle ancienne et moderne : histoire par ordre alphabétique de la vie publique et privée de tous les hommes avec la collaboration de plus de 300 savants et littérateurs français ou étrangers, 2e édition, 1843-1865 [détail de l’édition]